# Pergalumna bimaculata
Pergalumna bimaculata (лат.) — вид панцирных клещей из отряда Oribatida (Galumnidae), обитающий в Полинезии и на Филиппинах.

## Описание
Микроскопического размера клещи, длина менее 1 мм (720 мкм). Поверхность тела без бороздок и килей. Нотогастральная область с порами хорошо развита, крупнее диаметра ботридий. Покровы сильно склеротизованные, тёмные (основная окраска коричневая). Имеют 6 пар генитальных пластинок. Гистеросома округлая, несёт около 10 пар нотогастральных щетинок. На протеросоме расположены гребневидные уплощённые ламеллы.
Впервые был описан в 1973 году, а его валидный статус был подтверждён в ходе родовой ревизии, проведённой акарологами Сергеем Ермиловым (Тюменский государственный университет, Тюмень, Россия) и его коллегами.
Pergalumna bimaculata морфологически сходен с видами P. remota, P. kotschyi.